# Jann-Piet Puddu
Jann-Piet Puddu (* 2004) ist ein deutscher Kinderdarsteller im Fernsehen. Als Künstlername verwendet er seinen Vornamen in der Schreibweise Jann Piet. Er besucht ein Hamburger Gymnasium. Puddu spielte von 2015 bis 2016 die Hauptrolle des Ramin in der Kinderserie Die Pfefferkörner.

## Filmografie
- 2012: Weihnachten… ohne mich mein Schatz
- 2013: Buddy
- 2015: Winnetous Sohn
- 2015: Zum Sterben zu früh
- 2015–2016: Die Pfefferkörner als Ramin
- 2017: In aller Freundschaft – Die jungen Ärzte (Fernsehserie, Episoden Unter die Haut und Gesetz und Liebe)
- 2017: Bella Block – Am Abgrund
- 2018: Großstadtrevier (Fernsehserie, Episode Das Lied vom Helden)
- 2019: Die Pfefferkörner (Folge: Goldfieber) als Ramin
- 2021: Alles auf Rot